# Lycodon davidi
Espèce
Lycodon davidi est une espèce de serpent de la famille des Colubridae.

## Répartition
Cette espèce est endémique de la province de Vientiane au Laos.

## Description
Ce serpent mesure 308 mm sans la queue qui mesure 81,5 mm.

## Étymologie
Cette espèce a été nommée en l'honneur de Patrick David.

## Publication originale
- Vogel, Nguyen, Kingsada & Ziegler, 2012 : A new species of the genus Lycodon BOIE, 1826 from Laos (Squamata: Colubridae). North-Western. Journal of Zoology, vol. 8, p. 344-352 (texte intégral).